# Doulong Gang
Doulong Gang är ett vattendrag i Kina. Det ligger i provinsen Jiangsu, i den östra delen av landet, omkring 230 kilometer nordost om provinshuvudstaden Nanjing.
Genomsnittlig årsnederbörd är 1 047 millimeter. Den regnigaste månaden är juli, med i genomsnitt 229 mm nederbörd, och den torraste är januari, med 23 mm nederbörd.